# Droga wojewódzka 459
Die Droga wojewódzka 459 (DW 459) ist eine 18 Kilometer lange Droga wojewódzka (Woiwodschaftsstraße) in der polnischen Woiwodschaft Opole, die Opole  mit Skorogoszcz verbindet. Sie liegt im Powiat Brzeski und im Powiat Opolski.

## Straßenverlauf
Woiwodschaft Großpolen, Powiat Opolski
- 00 km:  Kreisverkehr, Opole (Oppeln) (DK 45/DK 46/DK 94)
- 06 km:  Żelazna (Zelasno) (DW 465)
- 10 km:  Narok (Norok) (DW 464)

Woiwodschaft Großpolen, Powiat Brzeski
- 18 km:  Skorogoszcz (Schurgast) (DK 94)